# Norberto Huezo
José Norberto Huezo Montoya (San Salvador, 1956. június 6. – 2025. március 5.) válogatott salvadori labdarúgó, edző.

## Pályafutása

### Klubcsapatban
Pályafutását 1974-ben az UES csapatában kezdte és az ANTEL együttesében folytatta. 1976 és 1977 között az Atlético Martéban játszott. Az 1977–78-as idényben a mexikói Monterreyt erősítette. 1978 és 1982 között ismét az Atlético Martéban játszott, melynek tagjaként 1982-ben bajnoki címet szerzett. 1982-től 1985-ig Spanyolországban szerepelt, ahol a Palenciában egy, a Cartagenában két szezont töltött. 1985-ben rövid ideig hazatért az Atlético Martéhoz. 1986-tól 1988-ig a Costa Rica-i Herediano játékosa volt. Később játszott még a guatemelai Jalapa és a Deportivo Escuintla csapatában, illetve a salvadori Cojutepeque együttesében. 1994-ben a FAS színeiben fejezte be a pályafutását. 

### A válogatottban
1977 és 1989 között 48 mérkőzésen szerepelt a salvadori válogatottban és 8 gólt szerzett. Részt vett az 1982-es világbajnokságon, ahol a salvadoriak csapatkapitánya volt és az összes mérkőzésén kezdőként lépett pályára.

### Edzőként
2006 és 2008 között az U17-es, 2008 és 2009 között az U20-as válogatott szövetségi edzője volt.

## Sikerei, díjai
Atlético Marte
- Salvadori bajnok (1): 1982